# Alexandru Ioan Cuza
Alexandru Ioan Cuza ili samo Alexandru Ioan I. (Huşi, 20. ožujka 1820.  - Heidelberg, 15. svibnja 1873.), bio je prvi knez (domnitor) Ujedinjenih kneževina Moldavije i Vlaške od 1862. do 1866. godine; začetnik agrarne reforme i emancipacije seljaka.

## Životopis
Alexandru Ioan Cuza rođen je u staroj moldavskoj boljarskoj obitelji. Školovao se u Paviji, Bologni i Parizu.
Nakon studija vratio u rodnu Kneževinu Moldaviju, koja je tad bila formalno osmanski vazal, ali de facto ruska marioneta. Cuza se pridružio protestima protiv takvog stanja za nemirne 1848. godine i stekao ugled borca za nacionalnu stvar. Ubrzo je stekao čin pukovnika, i postao zastupnik u moldavskoj skupštini. Unatoč otporu europskih sila, pobijedio je na izborima za novoga moldavskog kneza održanim u siječnju 1859. godine, a odmah nakon toga i na izborima za novog kneza Kneževine Vlaške. Na taj je način Cuza ujedinio te dvije kneževine, na opće iznenađenje tadašnjih velesila, koje su smatrale da Kneževina Moldavija i Keževina Vlaška, trebaju dobiti veću autonomiju, ali da trebaju ostati odvojene.
Cuzi je na ruku išao i poraz Carske Rusije u Krimskom ratu od alijanse u kojoj su bili Velika Britanija, Francuska i Osmansko Carstvo, jer su se nakon njega kneževine oslobodile ruskog utjecaja. Ioan Cuza je 1861. najavio i formalno ujedinjenje tih dviju kneževina, koje je proglašeno 5. veljače 1862.
Tijekom svoje vladavine oslanjao se na seljaštvo, koje je u to vrijeme činilo većinu stanovnika zemlje. Zbog tog je 1863. godine proveo djelomičnu agrarnu reformu, oduzevši manastirima velike posjede, a sljedeće godine u kolovozu 1864. godine tu zemlju podijelio je seljacima. Njih je i oslobodio radne obaveze i plaćanja crkvene desetine. Time je smanjio ulogu pravoslavnog klera u životu zemlje i doprinio sekularizaciji društva. 
Cuza je želio i unaprijediti školstvo, uvođenjem besplatnog obaveznog osnovnog školovanja, i osnivanjem većeg broja škola svih razina i osigurati stipendije za siromašnu nadarenu djecu. Proveo je reformu izbornog zakona i pravosuđa, izradio novi ustav 1864. godine koji mu je trebao osigurati veći autoritet.
Sve promjene izveo je na svoju ruku - ne zatraživši dopuštenje od svog nominalnog suverena osmanskog sultana, ali i bez konzultacija s ostalim političkim moćnicima, pa mu je takva autoritativna politika donijela i dosta neprijatelja naročito iz tabora konzervativaca i liberala koji su ga 1866. godine prisilili na abdikaciju, nakon koje je otišao u emigraciju.
Nakon njegove smjene, Habsburgovci su uspjeli inastalirati svog favorita za njegovog nasljednika. Bio je to princa Karlo iz njemačke dinastije Hohenzollern-Sigmaringen, poznat kasnije kao kralj Karlo I.

## Vanjske poveznice
- Alexandru Ioan Cuza Hrvatska enciklopedija
- Alexandru Ioan Cuza Proleksis enciklopedija
- Alexandru Ioan Cuza Britannica (engl.)

| Prethodnik 'nova titula i država' | knez Moldavije i Vlaške (1862. – 1866.) | Nasljednik Karlo I. |